# David Texeira
César David Texeira Torres (ur. 27 lutego 1991) – urugwajski piłkarz, obecnie grający w portugalskim klubie Vitória SC.

## Kariera klubowa

### Defensor Sporting
Texeira rozpoczął swoją karierę w Defensorze Sporting. W pierwszym zespole zadebiutował 28 lutego 2010 roku przeciwko Rampla Juniors.

### Groningen
W sierpniu 2011 roku przeszedł do FC Groningen. 11 września 2011 roku zadebiutował przeciwko Sc Heerenveen. Pierwszego gola trafił przeciwko AZ Alkmaar w KNVB Cup.